# Museo Hammer
El Hammer Museum, que está afiliado a la Universidad de California, Los Ángeles, es un museo de arte y centro cultural conocido por sus variadas dexposiciones y programas públicos. Fundado en 1990 por el empresario industrial Armand Hammer para albergar su colección de arte personal, el museo ha ampliado desde entonces su alcance para convertirse en "la institución más moderna y culturalmente relevante de la ciudad". De particular importancia entre las exposiciones aclamadas por la crítica del museo son presentaciones de artistas contemporáneos emergentes y históricamente ignorados. El Museo Hammer también alberga más de 300 programas durante todo el año, desde conferencias, simposios y lecturas hasta conciertos y proyecciones de películas. A partir de febrero de 2014, las colecciones, exposiciones y programas del museo son completamente gratuitos para todos los visitantes.

## Historia
Creado en 1990 por el empresario y mecenas Armand Hammer, accionista y dirigente del Occidental Petroleum Corporation, conocido también para sus actividades en la Unión Soviética de los años 1920. Hammer fue miembro del Consejo de administración del Museo de Arte del Condado de Los Ángeles durante cerca 20 años e influyó en la evolución, importancia y la notoriedad de este museo por sus préstamos. Pero en los años 1980, en desacuerdo sobre el modo cuyas obras podían estar expuestas y deseoso de guardar una cierta unidad en su colección, decide crear su propio museo. El 21 de enero de 1988, anuncia la construcción sobre un garaje adyacente al escaño de su compañía petrolera, en Westwood.
Diseñado por Edward Larrabee Barnes, arquitecto residente en Nueva York responsable del Museo de Arte de Dallas y el Centro de Arte Walker, el edificio que alberga el museo fue concebido como un palacio renacentista con galerías centradas alrededor de un patio interior tranquilo y un exterior relativamente austero.
En 2006, el arquitecto Michael Maltzan diseñó el Billy Wilder Theatre y la cafetería del museo. Michael Maltzan Architecture también diseñó el puente John V. Tunney, que se inauguró en febrero de 2015. El puente peatonal, llamado así en honor a John V. Tunney, antiguo presidente de la junta directiva del Hammer Museum, conecta las galerías del nivel superior sobre el Patio de martillo.
Hammer murió menos de un mes después de que su museo homónimo se abriera al público en noviembre de 1990, dejando a la incipiente institución sumida en un litigio sobre su financiamiento y provocando nuevas batallas legales con respecto a la disposición de la propiedad de Hammer. Si bien el presupuesto operativo del museo fue proporcionado por una anualidad de $ 36 millones comprada por Occidental Petroleum, quedaban preguntas sobre el futuro de las colecciones del museo y el papel que desempeñaría la familia Hammer en su administración. En 1994, el consejo de la Universidad de California concluye un acuerdo por 99 años para el aprovechamiento del museo, con la Armand Hammer Foundation, y su gestión, aportando así a la institución una poca estabilidad.

## Colección permanente
La colección permanente del museo Hammer comprende cinco conjuntos : la colección Armand Hammer de Arte Contemporáneo ,  la colección del Centro Grunwald del UCLA para las Artes gráficas; el Jardín de esculturas Franklin D. Murphy, la colección Armand Hammer y La colección Armand Hammer sobre Daumier y sus contemporáneos. La colección Armand Hammer es la colección de pintura europea y estadounidense, el germen del museo, no es  la colección más grande cuantitativamente, pero constituye una selección aventajada de pinturas, dibujos y de estampas. Ha sido constituida durante varias décadas por el mismo Hammer. Una parte de entidad de este conjunto de la colección puerta sobre las pinturas impresionista y posimpresionista del XIX siglo y del comienzo del XX, aunque la colección se expande temporalmente desde el siglo XV al XX. Para ensamblar una colección y conseguir reunir un conjunto interesante de obras de artistas prestigiosos, Armand Hammer también coleccionó dibujos no únicamente pinturas. Los puntos más sobresalientes de esta colección comprenden: Retrato de un hombre en armadura (1530) Tiziano, Juno (aproximadamente 1665-1668) por Rembrandt van Rijn, La educación de Virgo (1748-1752) de Jean-Honoré Fragonard, El Pelele (ca. 1791, uno de los dos bocetos del cartón para tapiz que conserva el Museo del Prado) atribuido a Francisco de Goya, Salomé bailando ante Herodes (1876) y El Rey David (1878) ambas de Gustave Moreau, Vista de Bordighera (1884) Claude Monet, Dr. Pozzi en casa (1881) obra maestra de John Singer Sargent, Buenos días Señor Gauguin (1889) de Paul Gauguin y Hospital de Sain-Remy (1889) de Vincent van Gogh, Boulevard Montmartre, Mardi Gras (1897) de Camille Pissarro.  En dibujos y estampas, esta colección comprende obras de Miguel Ángel, Watteau e Ingres
La colección contemporánea, inaugurada en 1999, es una colección creciente, mayormente dedicada a artistas emergentes. Los puntos fuertes de este juntos están constituidos por obras como: y on The Battle of Atlanta: Being the Narrative of a Negress in the Flames of Desire - A Reconstruction (1995) de Kara Walker (vendida por la casa de subastas Sotheby's en 2011), untittled (2007) de Mark Bradford, Migration (2008) de Doug Aitken, Untitled #5 (2010) de Lari Pittman, Mirage (2011) de Katie Grinnan, Ruby I (2012) de Mary Weatherford o Mimus Act I (2012) de Mary Kelly.
La colección del Centro Grunwald del UCLA para las artes gráficas, creado en 1956 después de un regalo que hiciera Fred Grunwald a la Universidad, es una de las colecciones más amplias del museo con alrededor de 40000 objetos entre estampas, dibujos, fotografías y libros de artistas, se ha ido acrecentando con diferentes donativos y por la reunión de fotografías contemporáneas iniciadas por el fotógrafo de la UCLA,  Robert Heinecke (1931-2006). Comprende obras desde el renacimiento y es uno de los mejores acervos de obra en papel de los Estados Unidos. El museo está abierto todos los días de 11:00 a. m. a 6:00 p. m. excepto el lunes.

El jardín de escultura Franklin D. Murphy a UCLA, inaugurado en 1967, está dedicado al canciller epónimo de la universidad. Concebido por el arquitecto paisajista Ralph Cornell, este jardín resguarda más de setenta obras de escultura moderna y contemporánea en un marco de cinco hectáreas. Esta colección comprende piezas de Deborah Butterfield, Alexander Calder, Henri Matisse, Joan Miró, Henry Moore, Isamu Noguchi, Auguste Rodin, Gaston Lachaise, Jacques Lipchitz y David Smith.

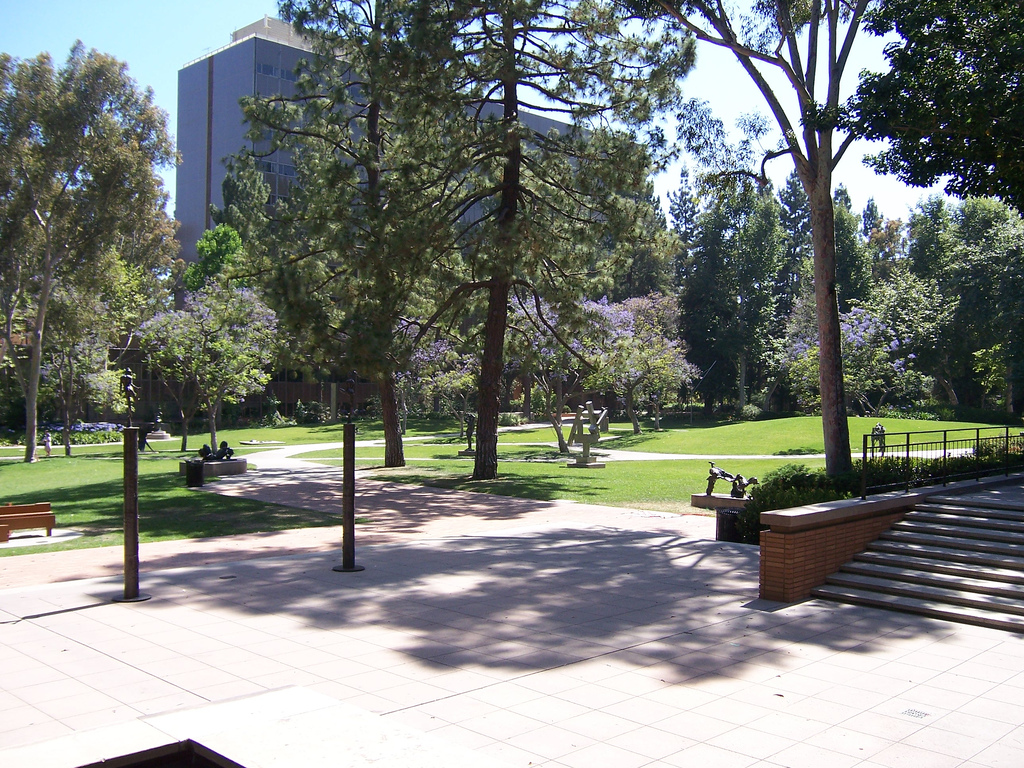
Vista del jardín.
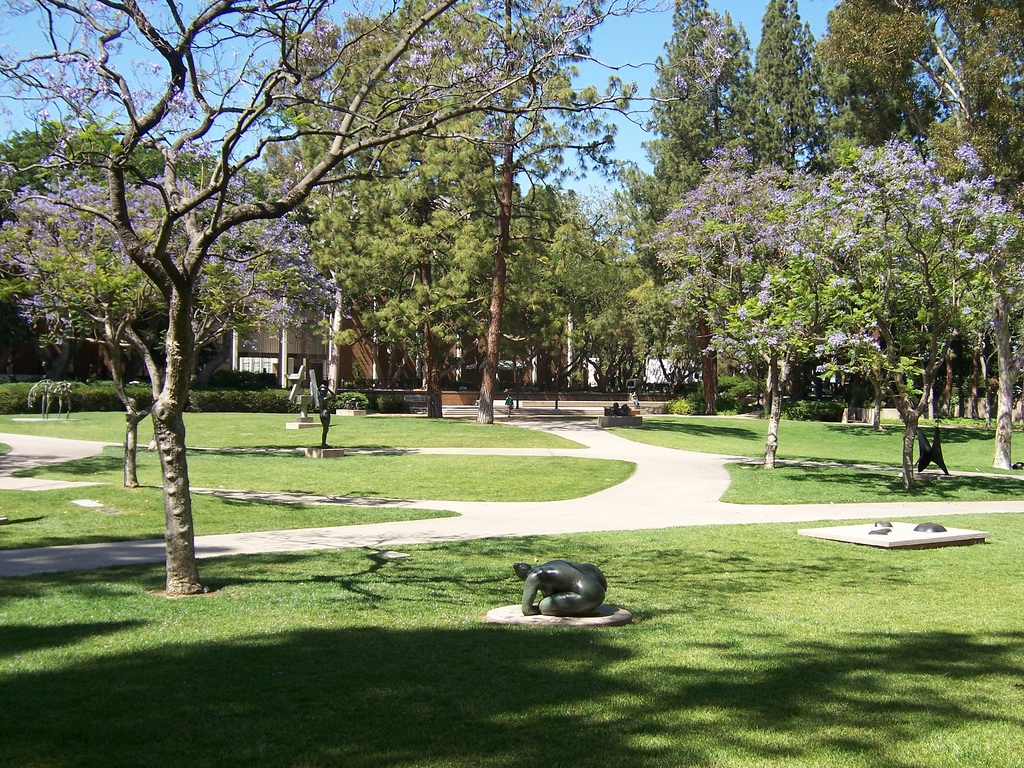
Otra vista.
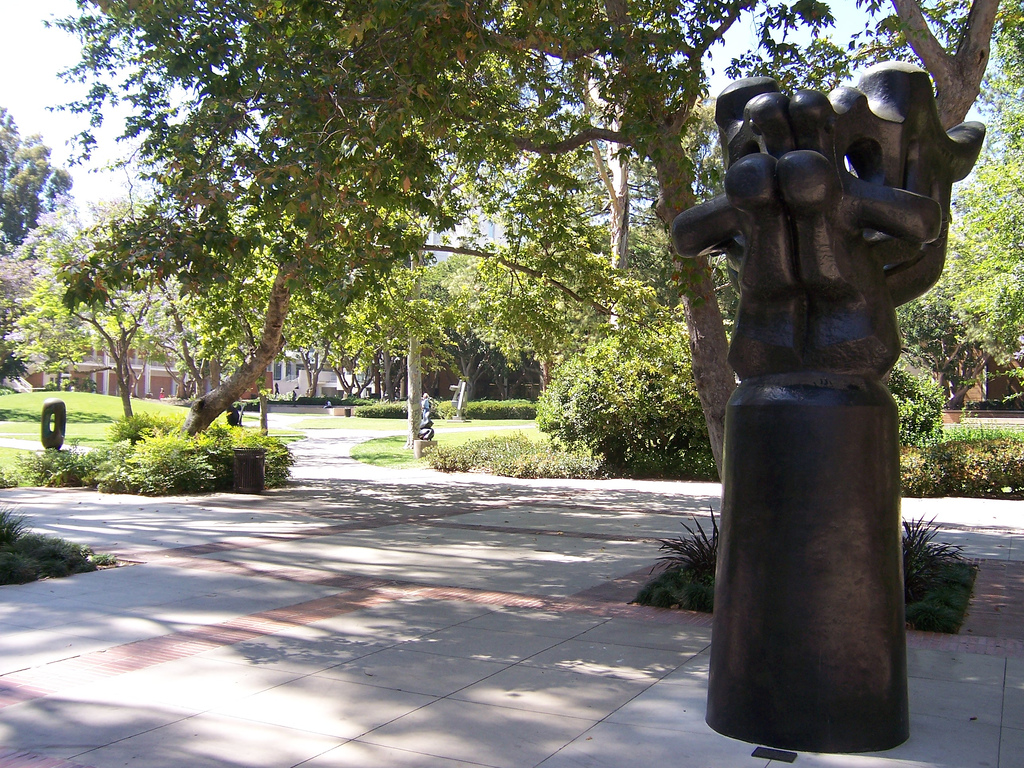
Escultura de Jacques Lipchitz.
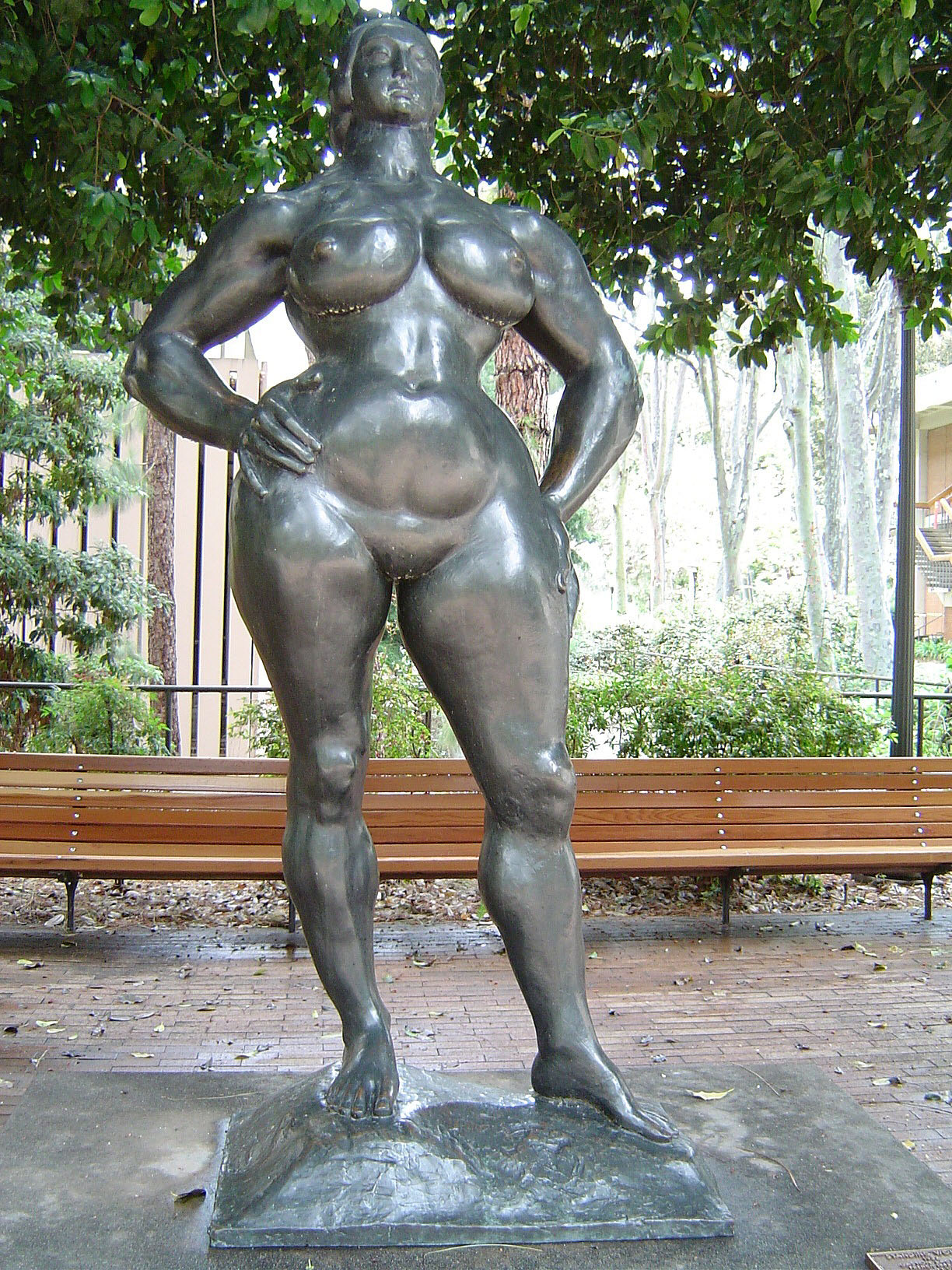
y de Gaston Lachaise.

La colección volcada en Honoré Daumier y sus contemporáneos está considerada una de las mejores y más completas colecciones  de trabajos de Daumier fuera de Francia,.

## Galería

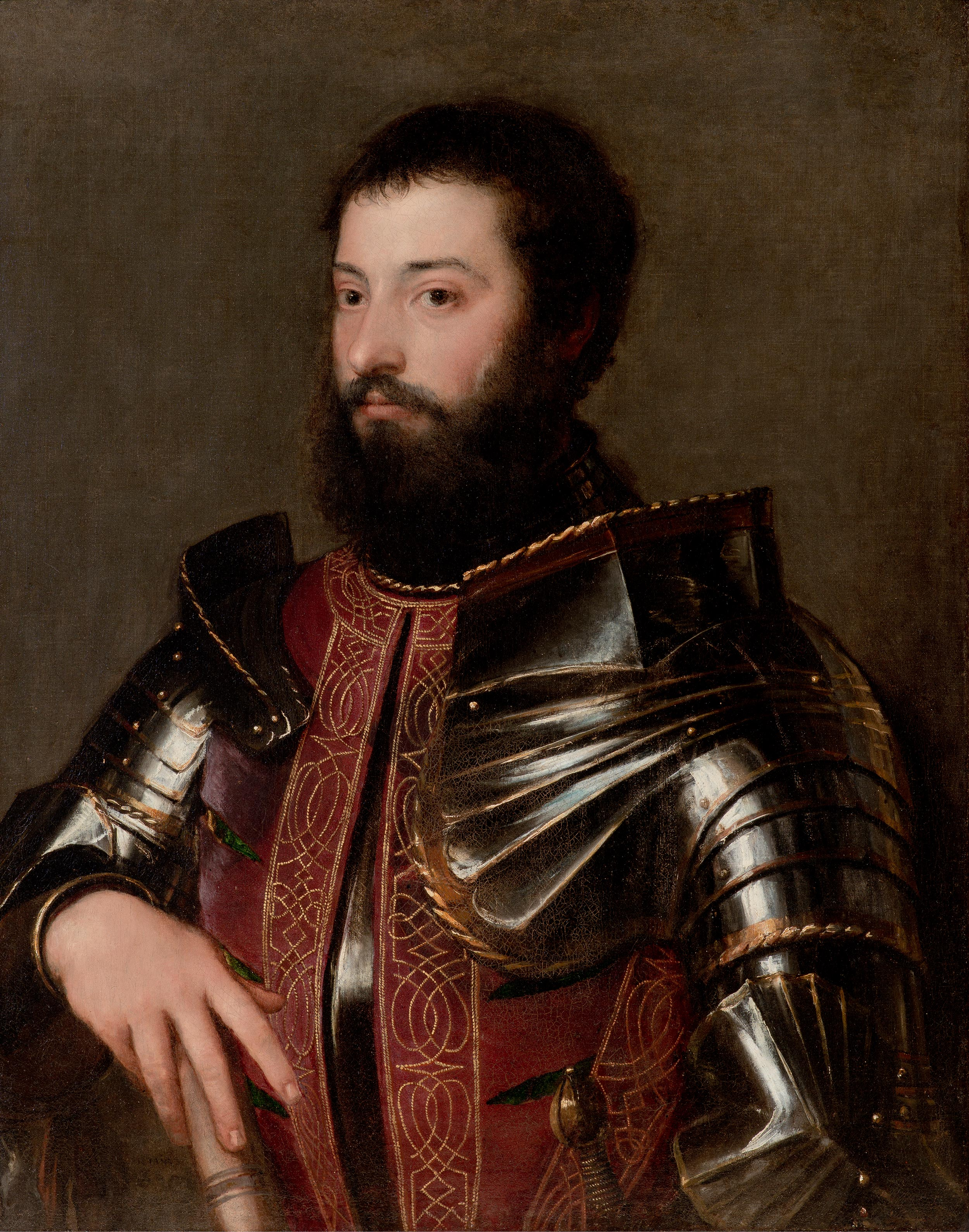
Retrato de un hombre en Armadura (1530), Tiziano.
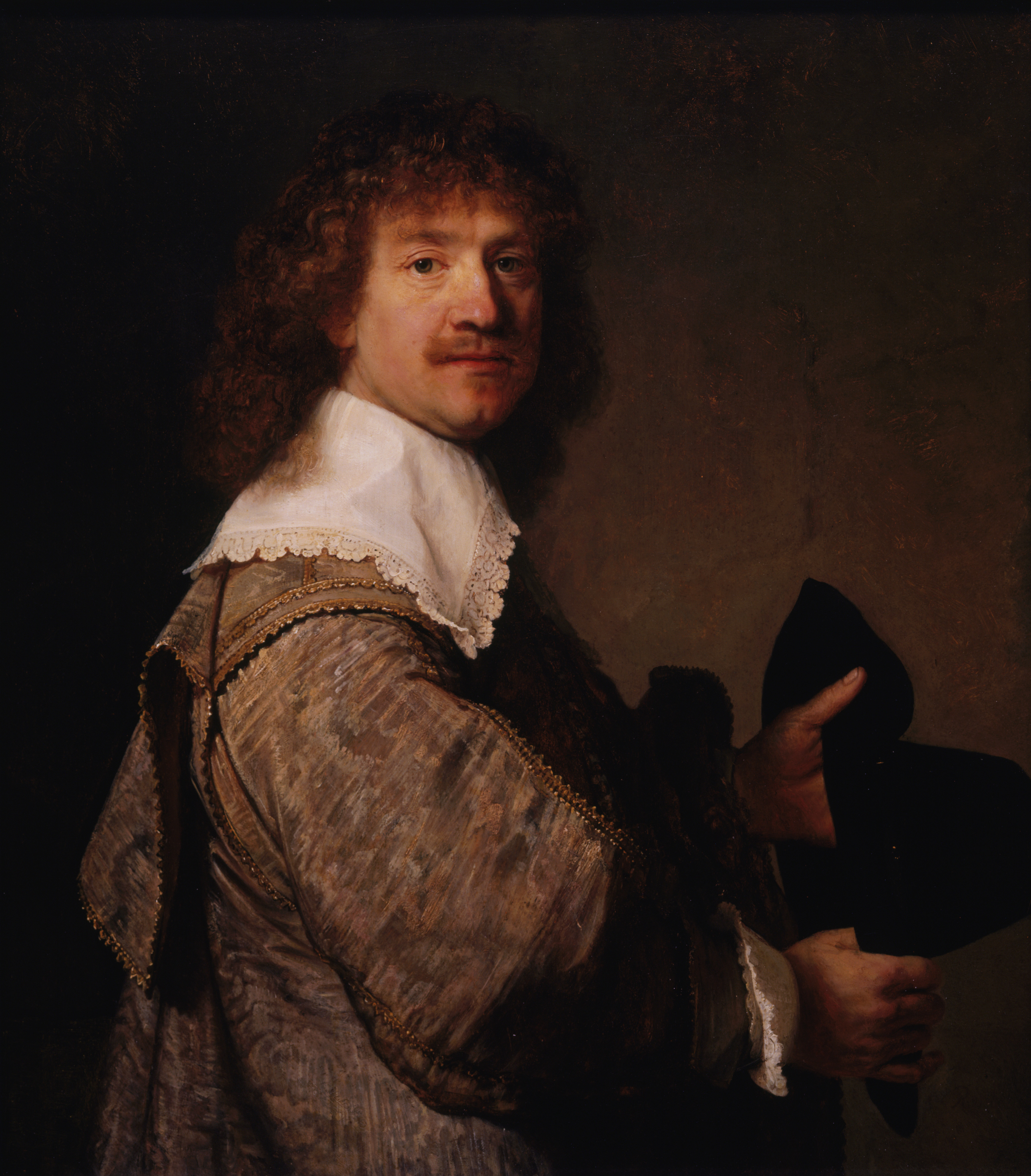
Hombre sosteniendo un sombrero negro (ca. 1637). Rembrandt van Rijn.
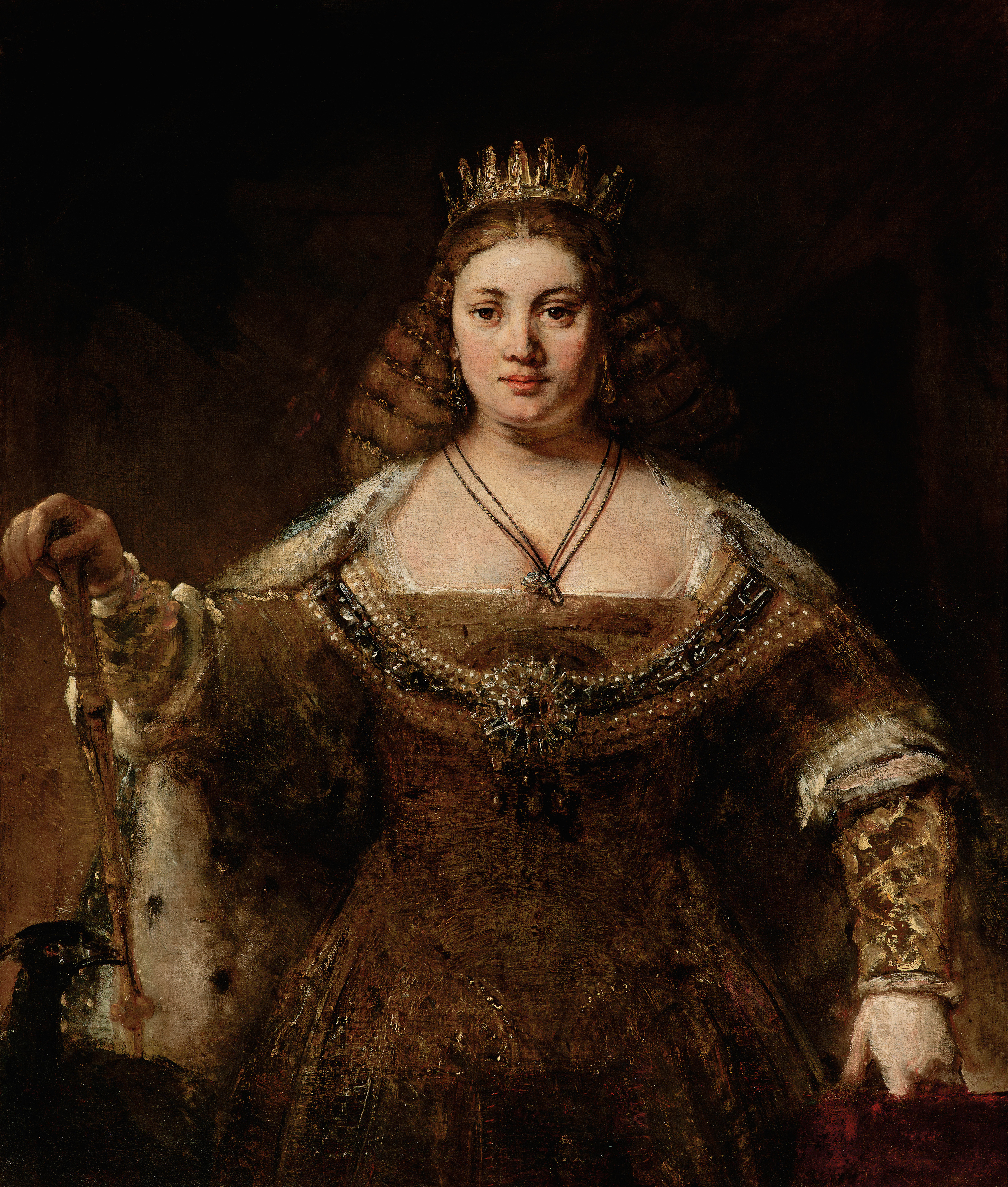
Juno (c.1662-1665), Rembrandt van Rijn.
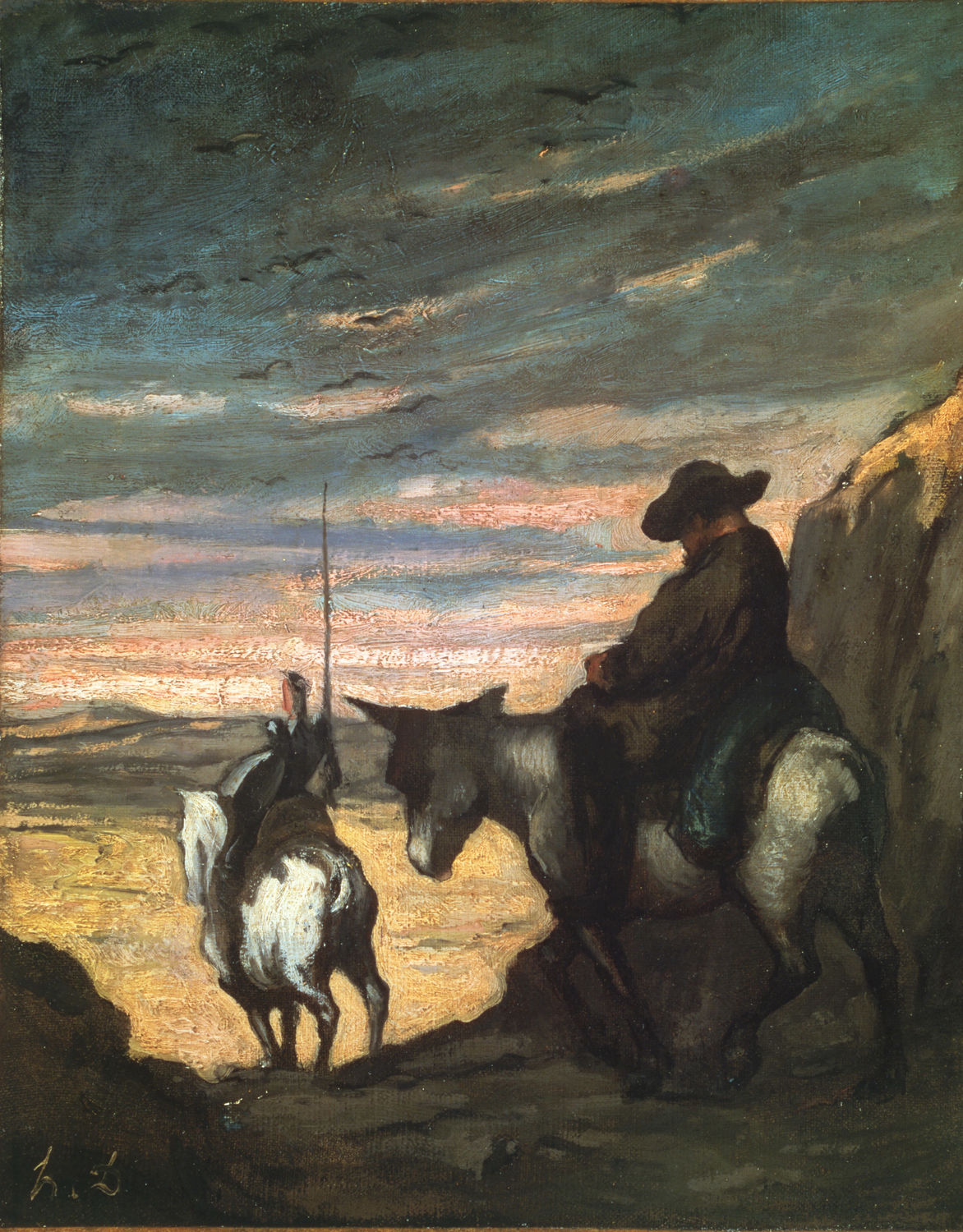
Don Quijote y Sancho Panza (1866-1868), Honoré Daumier.
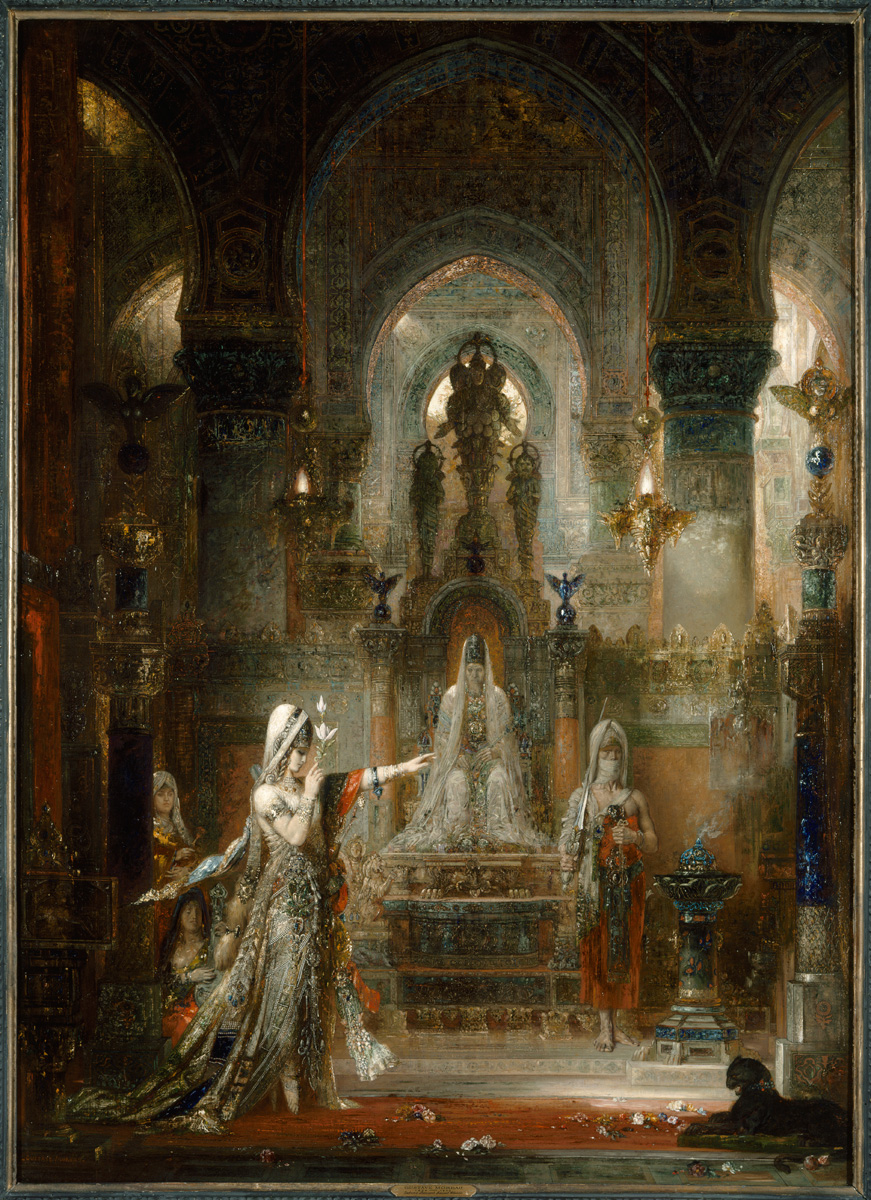
Salomé bailando ante Herodes, (1876), Gustave Moreau.
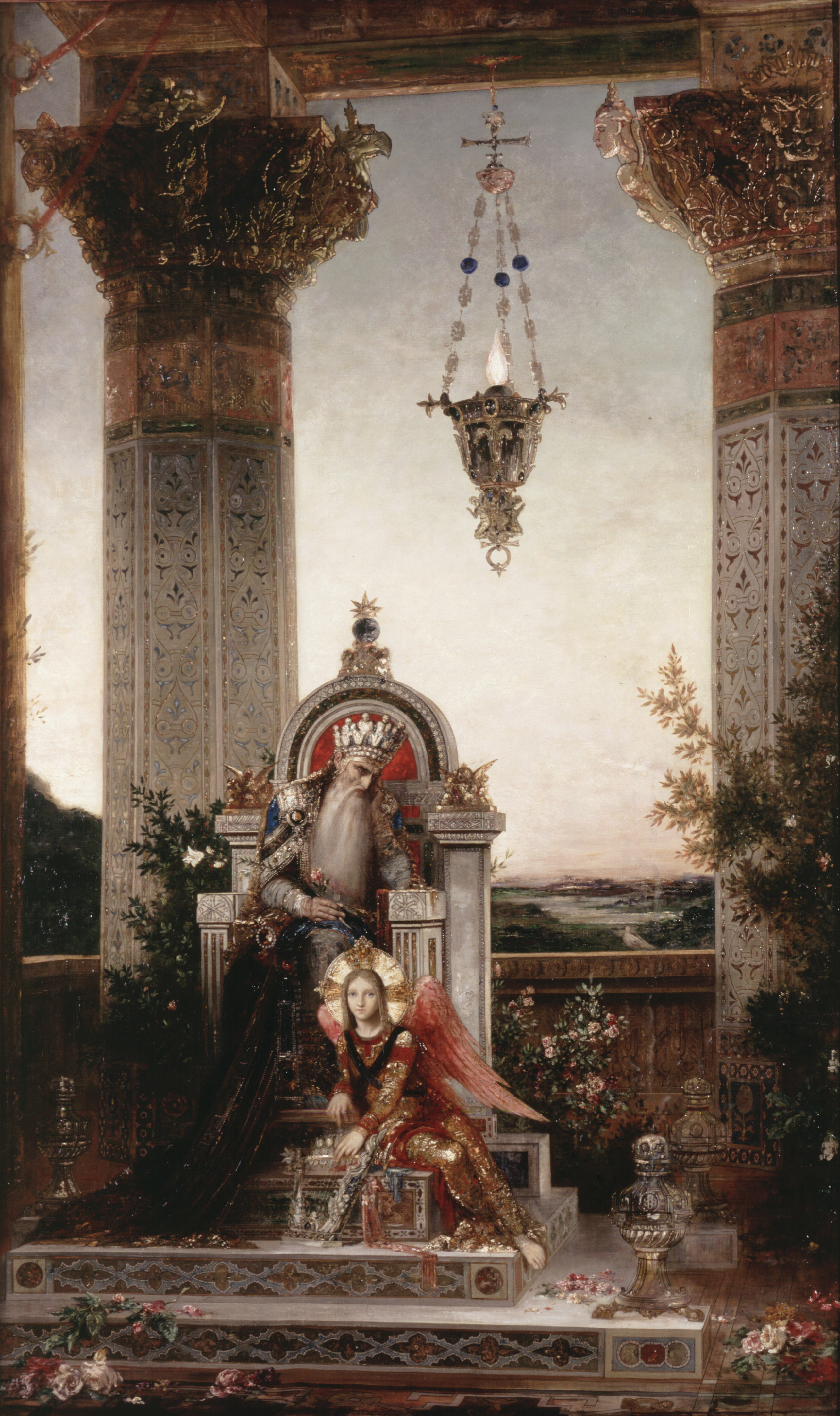
El rey David (1878), Gustave Moreau.
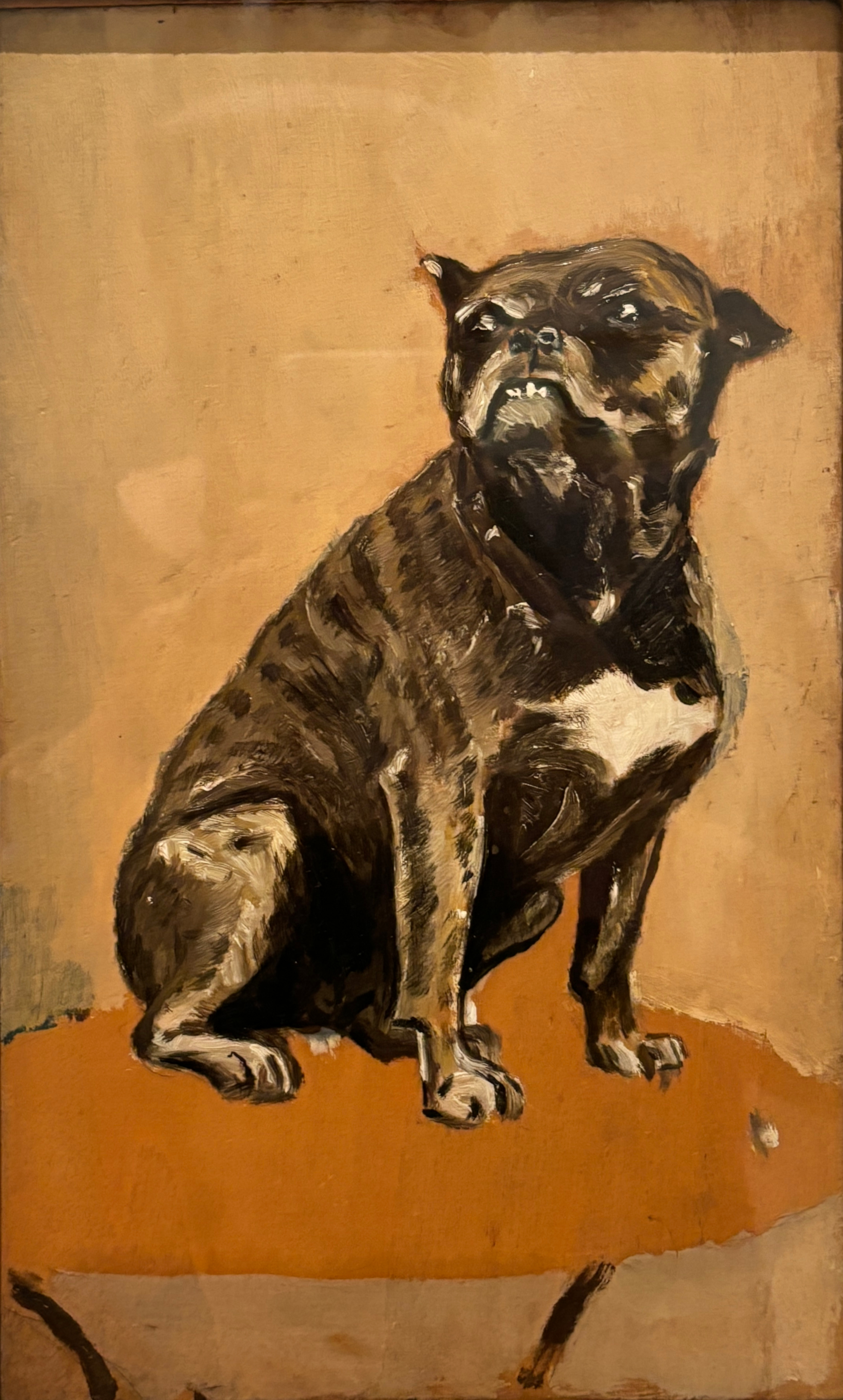
Touc, sentado en una mesa (1879-1881), Henri de Toulouse-Lautrec.
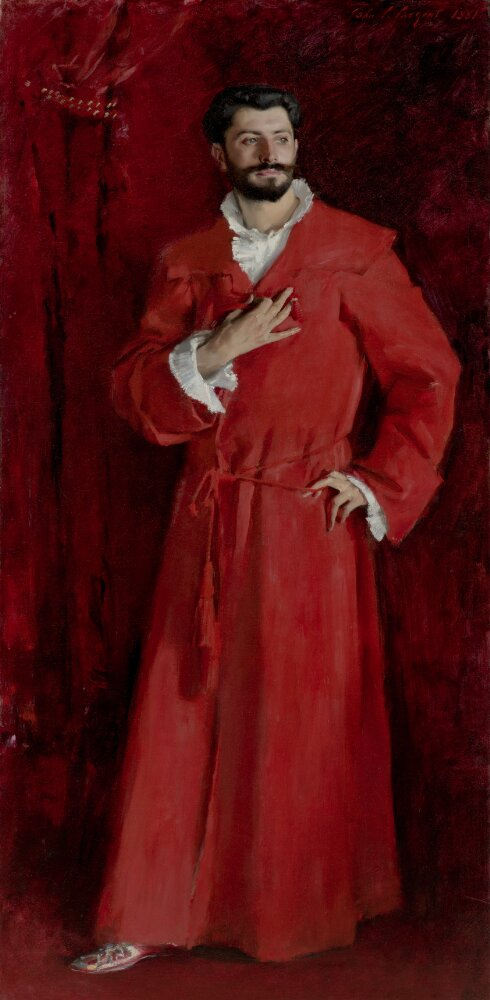
Dr. Samuel Pozzi en casa (1881), John Singer Sargent.
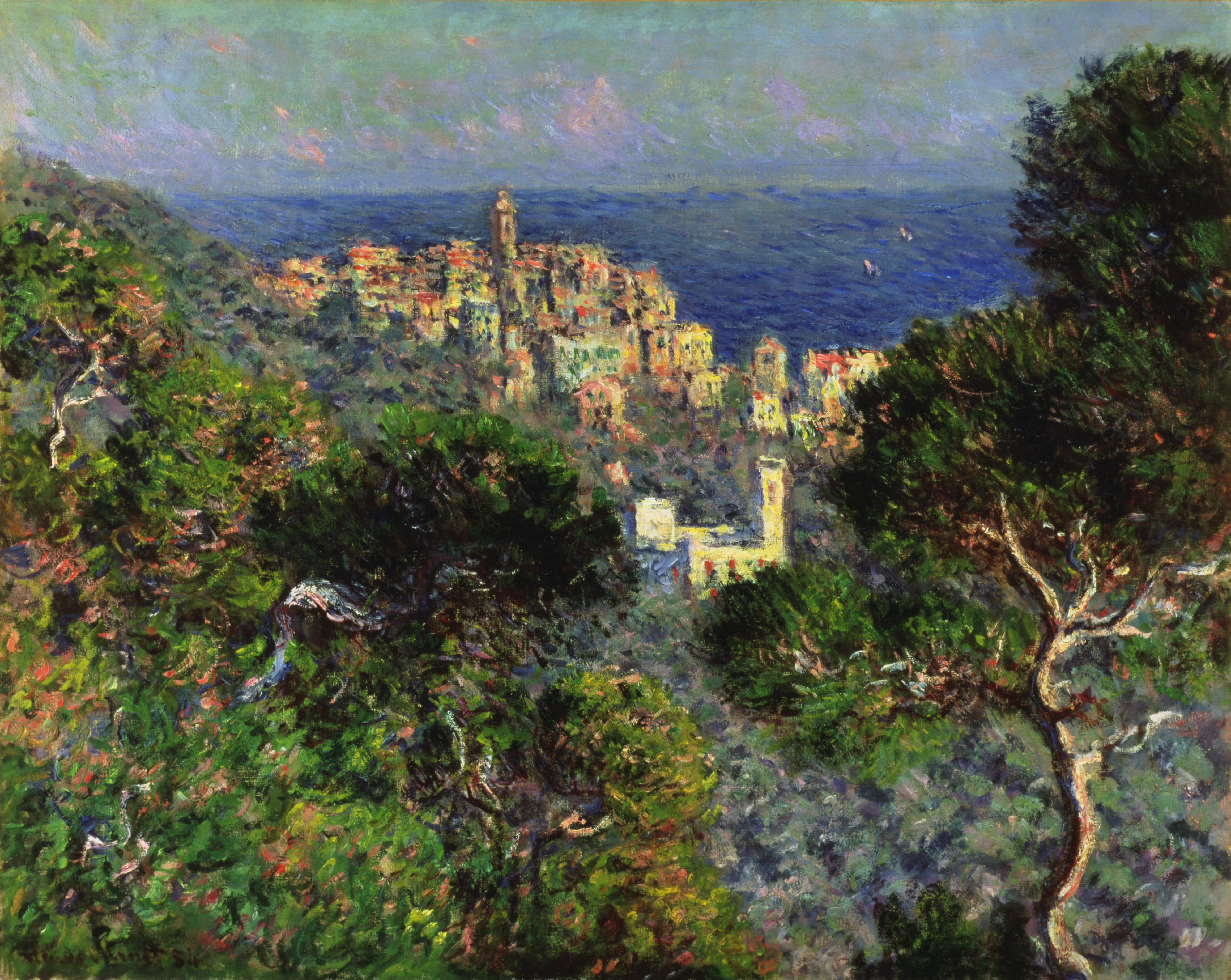
Vista de Bordighera (1884), Claude Monet.
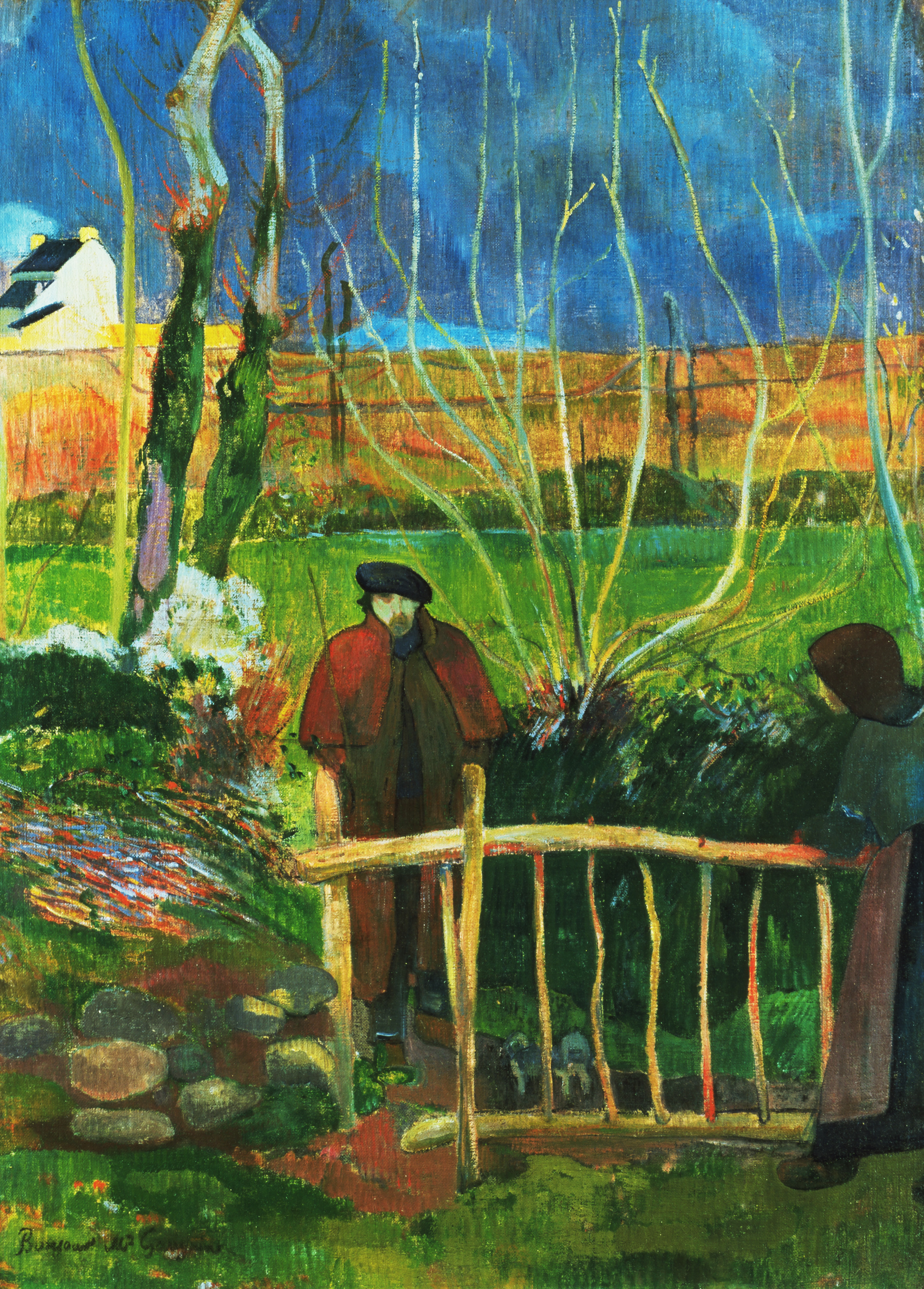
Buenos días Sr. Gauguin (1889), Paul Gauguin.
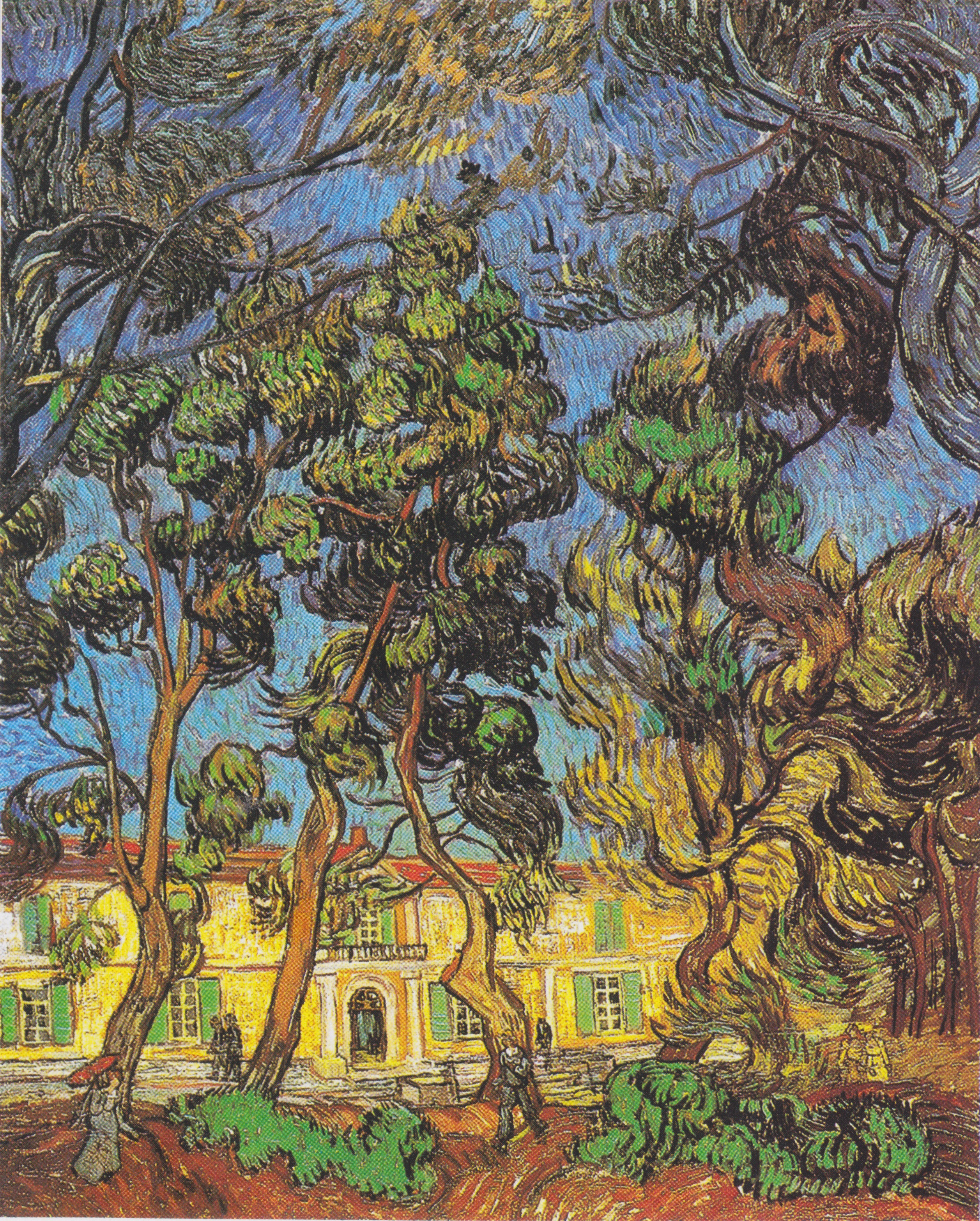
Hospital de San Pablo en Saint-Rémy (1889), Vincent van Gogh.
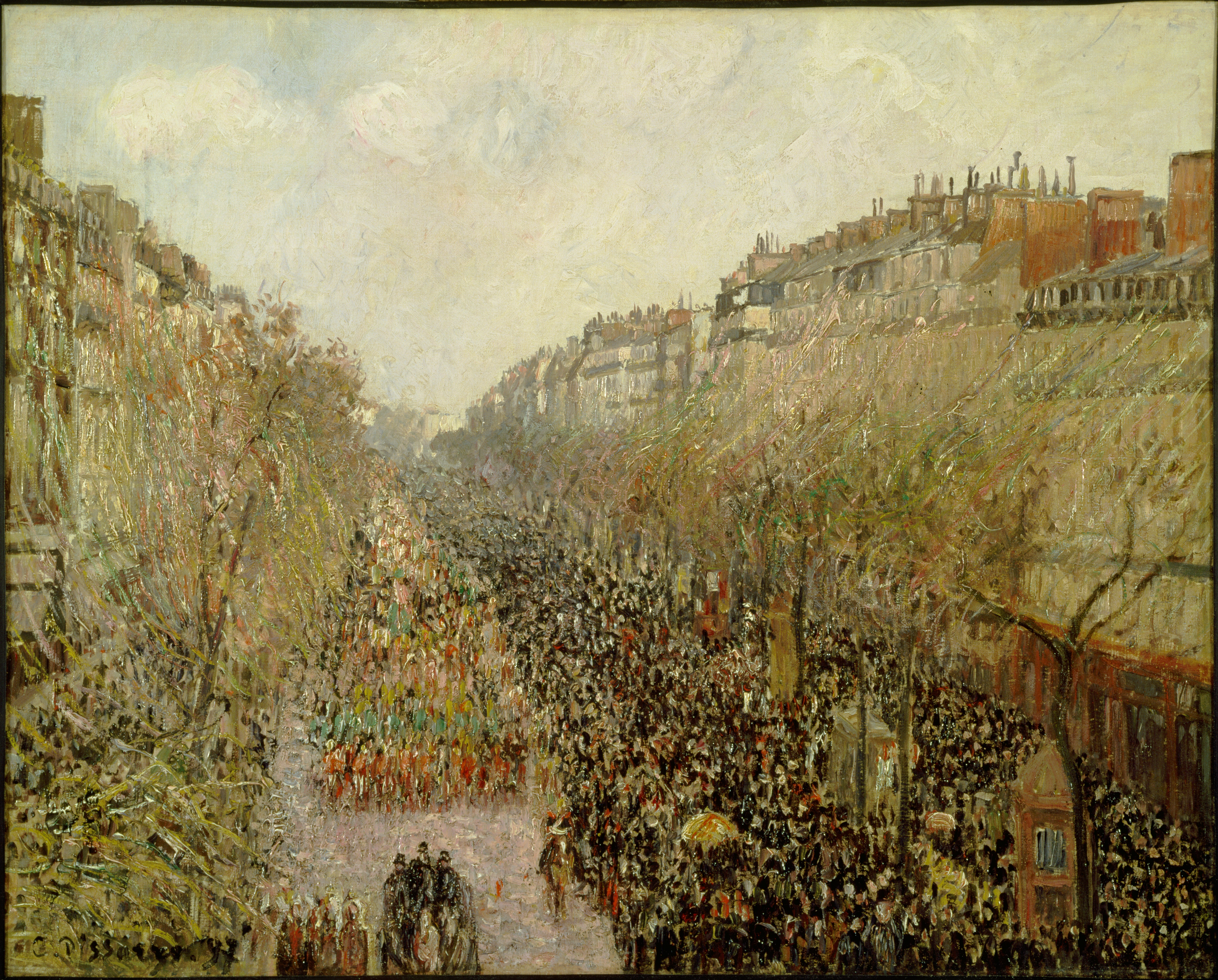
Boulevard Montmartre, Mardi Gras (1897), Camille Pissarro.